# Neochauliodes parasparsus
Neochauliodes parasparsus är en insektsart som beskrevs av X.-y. Liu och Ding Yang 2005. Neochauliodes parasparsus ingår i släktet Neochauliodes och familjen Corydalidae. Inga underarter finns listade i Catalogue of Life.